# Pjotr Martynowitsch Aleinikow

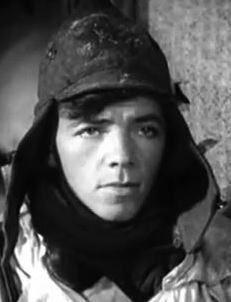
Pjotr Aleinikow in Sa Sowjetskuju Rodinu (1937)

Pjotr Martynowitsch Aleinikow (russisch Пётр Мартынович Алейников; * 29.jul. / 12. Juli 1914greg. in Kriwel, Rajon Schklou, Russisches Kaiserreich; † 9. Juni 1965 in Moskau) war ein sowjetischer Theater- und Film-Schauspieler.

## Leben und Leistungen
Pjotr Aleinikow war das dritte Kind einer armen Bauernfamilie. Sein Vater starb nach einem Sturz in den Dnjepr an einer Lungenentzündung, als Pjotr etwa fünf Jahre alt war, die Mutter folgte ihm wenig später. 1932 starben auch seine ältere Schwester Katerina und der Bruder Nikolai.
Aleinikow verließ sein Elternhaus im Alter von 10 Jahren und ging zunächst betteln. Danach errang er einen Internatsplatz und konnte die Schule besuchen. Durch die Freundschaft zu einem Filmvorführer reifte in Aleinikow der Wunsch, Schauspieler zu werden. Aufgrund dessen floh er vom Internat nach Moskau, wurde jedoch am Bahnhof gestellt und in ein Spezialheim gebracht. In der dortigen Theatergruppe konnte er erstmals sein Talent entfalten. Nach seinem Umzug nach Mogilew in den späten 1920er-Jahren gründete Aleinikow dort eine eigene Schauspielgruppe. Hier wurde auch der Regisseur und Schauspieler Wladimir Wladimirowitsch Kumelski (1884–1939) auf ihn aufmerksam, einer Anekdote zufolge soll jedoch Sergei Kirow Aleinikow zu einer professionellen Schauspiellaufbahn motiviert haben. 1930 siedelte Aleinikow nach Leningrad über, wo er sich im Stadtteil Ochra niederließ und unter Vorlage eines Empfehlungsschreibens der Heimleitung einen Studienplatz beim Institut für darstellende Kunst erlangte. Hier freundete er sich mit Georgi Schschonow an, der ihn auch materiell unterstützte. 1932 gab Aleinikow sein Filmdebüt in einer ungelisteten Rolle als junger Arbeiter in Встречный (Wstretschny). Mit dem Co-Regisseur Friedrich Ermler drehte er zwei Jahre später Крестьяне (Krestjane). Im selben Jahr verpflichtete Sergei Gerassimow den jungen Nachwuchsdarsteller für eine kleine Nebenrolle in Люблю ли тебя? (Ljublju li tebja?). Aleinikow verliebte sich in die Hauptdarstellerin des Films, seine Kommilitonin Tamara Fjodorowna Makarowa (1907–1997), die jedoch eine Beziehung mit Gerassimow hatte, was Aleinikow schwer erschütterte. 1935 schloss er seine Ausbildung ab und spielte im darauf folgenden Jahr seine erste große Rolle als Koch in Die sieben Kühnen, erneut unter Gerassimows Regie und an Makarowas Seite. Aleinikow errang sich durch dieses Engagement den Ruf eines Charmeurs und talentierten Komödiendarstellers. Bis 1950 war er regelmäßig im Film zu sehen und stand für Stadt der Jugend – Komsomolsk (1938), Непобедимые (Nepobedimyje, 1942) und Большая земля (Bolschaja semlja, 1944) auch noch drei weitere Male für Gerassimow vor der Kamera. Ein weiterer Erfolg in Aleinikows Laufbahn war Das große Leben (1939/40). Während der Dreharbeiten entwickelte sich seine lebenslange Freundschaft mit Boris Andrejew. In Шуми, городок (Schumi, gorodok, 1939) war Aleinikow erstmals als Hauptdarsteller zu sehen, ein weiteres Mal kurz darauf in Das Wunderpferdchen (1941). Hier wirkten auch Aleinikows Frau Walentina sowie sein Sohn Taras als Statisten mit. Während des Deutsch-Sowjetischen Krieges trat er außerdem in mehreren Kriegsfilmen auf, darunter in zwei Hauptrollen. Der dunkelhaarige Mime gehörte zu diesem Zeitpunkt zu den populärsten Darstellern des sowjetischen Kinos, war aber beim Publikum wie bei Filmemachern zunehmend auf die Rolle des lustigen und leichtfüßigen Heißsporns festgelegt.
1946 versuchte sich Aleinikow an einem Imagewechsel und stellte, dem Angebot des Regisseurs Leo Arnstam folgend, in Glinka den russischen Nationaldichter Alexander Puschkin dar. Das Publikum nahm Aleinikow in dieser Rolle jedoch nicht ernst, sodass er sogar darum bat, seinen Namen aus dem Abspann zu streichen. Dieser Misserfolg sowie der ihm vorgeworfene Mangel an Disziplin und sein angeblicher Hang zum Alkohol sorgten in den nächsten Jahren für nur wenige Filmangebote, zwischen 1950 und 1955 nahm er gar keine Engagements wahr. Aleinikows Hoffnung, auch in anspruchsvollen Rollen ernst genommen zu werden, erfüllte sich bis kurz vor seinem Tod nicht. Während der mehrjährigen Filmpause verdiente der Mittdreißiger seinen Lebensunterhalt u. a. durch kleine Theaterauftritte, einen großen Teil seiner Zeit verbrachte er jedoch mit Spaziergängen im Moskauer Zoo. Obwohl ihm mit Земля и люди (Semlja i ljudi, 1955) ein Comeback gelang und er während des Drehs auch abstinent blieb, war sein Verfall nicht mehr aufzuhalten. Aleinikow musste sich einer Beinoperation unterziehen und Anfang der 1960er Jahre wurde ihm aufgrund einer Pleuritis ein Lungenflügel entfernt, was seine körperliche Konstitution weiter verschlechterte.
Mit Anfang 50 erhielt er das Angebot, in Утоление жажды (Utolenije schaschdy, 1966), einem von den örtlichen Behörden großzügig unterstützten Film über den Bau des Karakumkanals, die Hauptrolle zu spielen. Für Aleinikow war dieses Projekt von großer Bedeutung, da seine Tochter Arina als Hauptdarstellerin verpflichtet worden war und auch sein Sohn Taras eine kleine Rolle geben sollte. Er arbeitete beim Dreh sehr akribisch und spornte dadurch auch seine Kollegen an. Die Belastung führte jedoch zum endgültigen gesundheitlichen Zusammenbruch. Er starb rund einen Monat vor seinem 51. Geburtstag in Moskau, sein Leichnam wurde im Theater der Kinodarsteller aufgebahrt. Boris Andrejew setzte sich beim Moskauer Bürgermeister Wladimir Fjodorowitsch Promyslow dafür ein, dass Aleinikow seinem Wunsch gemäß auf dem Nowodewitschi-Friedhof beigesetzt wurde und stellte dafür sogar die ihm selbst als Volkskünstler garantierte Grabstelle im Abschnitt 6 des Friedhofs zur Verfügung. Andrejew selbst wurde später auf dem Wagankowoer Friedhof beerdigt.

## Ehrungen
Am 14. April 1944 erhielt Aleinikow für seine Rolle in Во имя Родины (Wo imja Rodiny, 1943) das Ehrenzeichen der Sowjetunion und wurde noch im selben Jahr "für erfolgreiche Arbeiten auf dem Gebiet des sowjetischen Filmwesens während des Zweiten Weltkriegs und der Veröffentlichung wertvoller Werke" gewürdigt.
Beim Wettbewerb der Filmemacher der zentralasiatischen Republiken und Kasachstans erhielt er 1967 posthum die Auszeichnung als Bester Darsteller für Утоление жажды. Besagte Rolle brachte ihm auch eine dem ersten Preis gleichgestellte Sonderauszeichnung beim III. Allunionsfilmfestival 1968 in Leningrad ein.
Bereits 1974 drehte Nikita Wladimirowitsch Orlow den Film Пётр Мартынович и годы большой жизни (Pjotr Aleinikow i gody bolschoi schisni) über Aleinikow. Sein Wirken war 1995 Thema der Fernsehsendung В поисках утраченного (W poiskach utratschennogo), 2006 wurde ihm eine Episode der mehrteiligen Dokumentarfilmreihe Как уходили кумиры (Kak uchodili kumiry) gewidmet. 2008 und 2009 erschienen ferner die Dokumentationen Петр Алейников. Неправильный герой (Pjotr Aleinikow. Neprawilny geroi) und Пётр Алейников. Жестокая, жестокая любовь (Pjotr Aleinikow. Schestokaja, schestokaja ljubow).

## Persönlichkeit

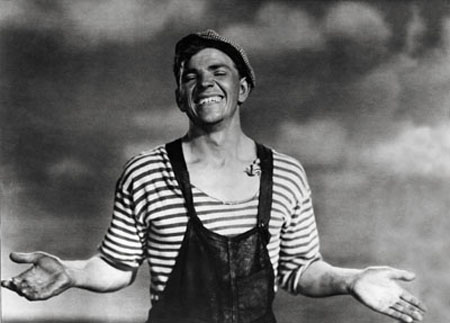
Aleinikow in Junges Leben (Traktoristen) (1939)

Aleinikow genoss insbesondere unter Filmemachern einen schlechten Ruf, da er als undiszipliniert und unkontrollierbar galt. So soll er während der Arbeiten an Случай в вулкане (Slutschai w wulkane, 1940) einem der Regisseure seinen blanken Hintern entgegengestreckt haben. Beim Dreh zu Морской батальон (Morskoi batalon, 1944) war Gewaltanwendung seitens des Regisseurs Alexander Fainzimmer notwendig, um Aleinikow zu zügeln. Kurz darauf kam es zu einem tätlichen Übergriff des Schauspielers auf seine damalige Geliebte Lidija. Aufgrund seines Verhaltens entgingen ihm im Laufe der Jahre mehrere Rollen, u. a. in Admiral Nachimow (1947) und Unternehmen Planquadrat 45 (1956).
Nach Darstellung seines Kommilitonen Georgi Schschonow verdienten er und Aleinikow sich Anfang der 1930er Jahre gelegentlich durch kriminelle Handlungen ihren Lebensunterhalt. Zudem sollen Schschonow selbst sowie Iwan Kusnezow jeweils Anführer eine Clique innerhalb des  Instituts für darstellende Kunst gewesen sein, zwischen denen Aleinikow stets hin und her schwankte. Aus den Reihen dieser Gruppen soll es ebenfalls oft zu Konflikten gekommen sein.
Gegenüber Bulat Bogautdinowitsch Mansurow (1937–2011), dem Regisseur von Утоление жажды, bezeichnete sich Aleinikow selbst als schüchtern, Schschenow bescheinigte ihm jedoch auch einen Hang zur Eifersucht sowie zur an Verschwendung grenzenden Großzügigkeit.
Aleinikow hing sehr an seiner Familie, war aber kein häuslicher Mensch und lebte stets seinen Hang zum Ungebundenen und Spontanen aus, was einem normalen Familienleben letztlich entgegenstand. Infolge seiner geistigen Krise, die sich an die Erfolge in den 1930er und frühen 1940er Jahre anschloss, verließ er Frau und Kinder. Dagegen verbrachte er mit seinem Freund Boris Andrejew stets viel Zeit, ihre gemeinsamen Streiche sorgten teilweise für öffentliches Aufsehen. Aleinikow wurde auch mehrmals verhaftet.
Zu seinem schlechten Ruf trug auch sein angeblich enormer Alkoholkonsum bei, auf den auch seine spätestens seit den frühen 1960er Jahren auftretenden körperlichen Beschwerden zurückgeführt werden. Die Schauspielerin Tatjana Kirillowna Okunewskaja (1914–2002) vermutete aufgrund eines gemeinsamen Essens mit Aleinikow, bei dem er betonte, keinen Alkohol trinken zu dürfen, dass er sich in Therapie befinde. Nach Ansicht mehrerer Personen, u. a. des Dramaturgen Jakow Aronowitsch Kostjukowski (1921–2011), waren an ihm jedoch keine Merkmale eines Alkoholikers zu entdecken und laut Bulat Mansurow wies Aleinikows Leber bei der Autopsie keine typischen Schäden auf. Wahrscheinlich konsumierte er des Öfteren kleine Mengen Alkohol, was im Zusammenhang mit seinem Charakter das öffentliche Bild von ihm negativ prägte.

## Privates
Aleinikow war mit Walentina Iwanowna Lebedewa (1918–1993) verheiratet, die ursprünglich als Monteurin für das Lenfilmstudio arbeitete, nach der Geburt ihres Sohnes Taras (1938–2003) aber aus dem Berufsleben ausschied. Taras war neben seinen Statistenrollen in Das Wunderpferdchen und Утоление жажды auch in der turkmenischen Produktion Рабыня (Rabynja, 1968) zu sehen, sein Charakter wurde aber von Lew Dmitrijewitsch Schukow gesprochen. Er ließ sich zum Kameramann ausbilden und war auch an В поисках утраченного, einem der Filme über seinen Vater, beteiligt.
Die Tochter Arina Aleinikowa (* 30. August 1943) besuchte das Staatliche All-Unions-Institut für Kinematographie  und wurde Schauspielerin. Sie ist u. a. für ihre Rollen in Zwischenlandung in Moskau (1963) von Georgi Danelija und Добро пожаловать, или Посторонним вход воспрещен (Dobro poschalowat, ili Postoronnim wchod wospreschtschen, 1964) von Elem Klimow bekannt. Derzeit lebt sie mit ihrer Familie in den Vereinigten Staaten.

## Filmografie (Auswahl)
- 1936: Die sieben Kühnen (Semero smelych)
- 1938: Stadt der Jugend – Komsomolsk (Komsomolsk)
- 1939: Junges Leben (Traktoristen) (Traktoristy)
- 1939/40: Das große Leben (Bolschaja schisn)
- 1941: Das Wunderpferdchen (Konjok-gorbunok)
- 1947: Glinka
- 1951: Die Kumpels von Donbass (Donezkije schachtery)
- 1955: Jugendstreiche (Wasjok Trubatschjow i ego towarischtschi)
- 1957: Ein Dichter (Poet)
- 1959: Das Vaterhaus (Ottschi dom)